# Rivière Vénus
Pour les articles homonymes, voir Vénus.
La rivière Vénus est un tributaire de la rivière aux Chutes (versant du réservoir Pipmuacan et de la rivière Betsiamites), coulant sur la rive Nord-Ouest du fleuve Saint-Laurent, dans le territoire non organisé Mont-Valin, dans la municipalité régionale de comté (MRC) de Le Fjord-du-Saguenay, dans la région administrative de la Saguenay-Lac-Saint-Jean, dans la Province de Québec, au Canada.
La vallée de la rivière Vénus est desservie par la route forestière R0201 (sens Nord-Sud), surtout pour les besoins de la foresterie et des activités récréotouristiques. Quelques autres routes forestières secondaires desservent le territoire,,.
La foresterie constitue la principale activité économique du secteur ; les activités récréotouristique, en second.
La surface de la rivière Vénus habituellement gelée de la fin novembre au début avril, toutefois la circulation sécuritaire sur la glace se fait généralement de la mi-décembre à la fin mars.

## Géographie
Les principaux bassins versants voisins de la rivière Vénus sont :  
- Côté Nord : Rivière La Maria, lac Rond, lac La Sorbière, rivière La Sorbie, rivière aux Chutes, réservoir Pipmuacan, rivière Betsiamites ;
- Côté Est : Rivière La Maria, rivière aux Sables, réservoir Pipmuacan, rivière Betsiamites, rivière à Paul, rivière Andrieux ;
- Côté Sud : rivière Jérémy, rivière François-Paradis, rivière aux Castors ;
- Côté Ouest : lac Rouvray, lac Pamouscachiou, rivière Shipshaw, réservoir Pipmuacan[2].

La rivière Vénus prend sa source à l’embouchure d’un lac de l’Arrivée (longueur : 1,1 km ; altitude : 609 m), en zone forestière. 
À partir de l’embouchure du lac de l’Arrivée (lac de tête), le cours de la rivière Vénus coule sur 12,3 km généralement vers le Nord-Est (sans dénivelé) jusqu’à la rive Sud-Ouest de la rivière La Maria, selon les segments suivants : 
- 1,2 km vers l’Est et le Nord, jusqu’à la décharge (venant de l’Ouest) des lacs Sauvage et Jupiter ;
- 0,8 km vers l’Est en traversant le Petit lac à l’Orignal, jusqu’à son embouchure. Ce lac reçoit du côté Sud le ruisseau Hugo ;
- 3,1 km vers l’Est en traversant le lac Margot, puis vers le Nord en recueillant la décharge (venant de l’Ouest) du lac Rond  et finalement vers l’Est en traversant le lac André, jusqu’à l’embouchure de ce dernier ;
- 0,7 km vers le Nord, notamment en traversant la partie Ouest du lac Azur (longueur : 1,1 km ; altitude : 578 m) jusqu’à son embouchure. Note : Ce lac reçoit du Nord-Est la décharge du lac des Yvettes ;
- 2,5 km vers le Nord-Est notamment en recueillant la décharge (venant du Sud-Ouest) du lac Cécile et du lac Vénus, ainsi qu’en traversant le lac Monique, jusqu’au pont de la route forestière R0201 ;
- 3,5 km vers le Nord-Est, en traversant sur 0,7 km le lac du Cardinal (longueur : 1,2 km ; altitude : 532 m) jusqu’à son embouchure ;
- 1,3 km vers l’Est, puis le Nord en traversant les lacs du Pétrel et du Puffin jusqu’à son embouchure[2].

L'embouchure de la rivière Vénus se déverse sur la rive Sud-Ouest de la rivière La Maria dans le territoire non organisé de Mont-Valin. Cette confluence de la rivière Vénus située à : 
- 0,8 km au Sud du lac Rond ;
- 7,2 km à l’Est du lac Rouvray ;
- 19,8 km au Sud-Est de l’embouchure de la rivière aux Chutes ;
- 24,0 km à l’Est du barrage à l’embouchure du lac Pamouscachiou ;
- 65,6 km au Sud-Ouest de la centrale Bersimis-1 du Sud-Est du réservoir Pipmuacan ;
- 80,9 km au Sud-Ouest du centre du village de Labrieville ;
- 128,4 km à l’Ouest du centre-ville de Forestville ;
- 148,9 km à l’Ouest de l’embouchure de la rivière Betsiamites[2],[5].

À partir de l’embouchure de la rivière Vénus, le courant coule sur 23,1 km généralement vers le Nord-Est pour aller se déverser sur la rive Sud du réservoir Pipmuacan, en empruntant le cours de la rivière La Maria sur 0,8 km vers le Nord, en traversant le lac Rond sur 3,5 km vers le Nord, suivant le cours de la rivière La Sorbie sur 2,7 km, traversant le lac La Sorbière sur 9,7 km et finalement suivant le cours de la rivière aux Chutes sur 6,4 km.

## Toponymie
Le toponyme rivière Vénus a été officialisé le 7 octobre 1994 à la Banque des noms de lieux de la Commission de toponymie du Québec.